# Venus van Savignano

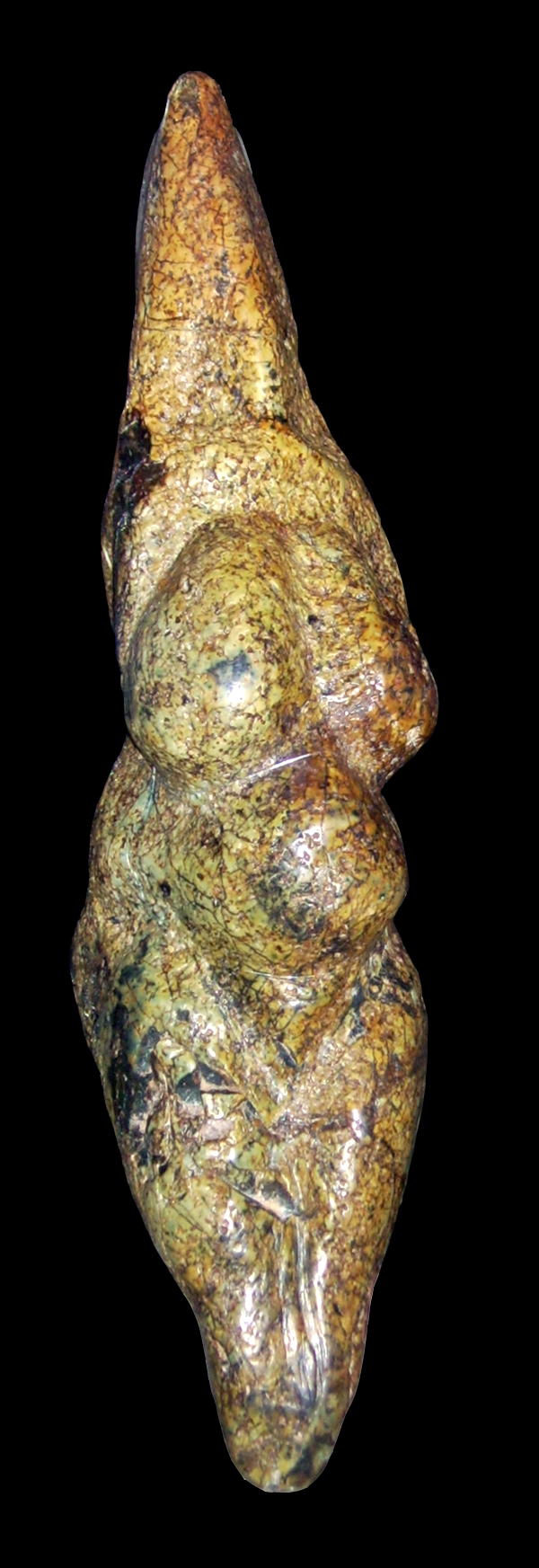
Venus van Savignano (face)

De Venus van Savignano is een beeldje van steatiet uit het laat-paleolithicum. Het beeldje is in 1925 ontdekt tijdens bouwwerkzaamheden bij het dorp Savignano sul Panaro in de Italiaanse provincie Modena. Het werd toevallig getoond aan Giuseppe Graziosi, een beeldhouwer en de vader van de leraar  Paolo Graziosi die ermee naar het museum Pigorini ging.

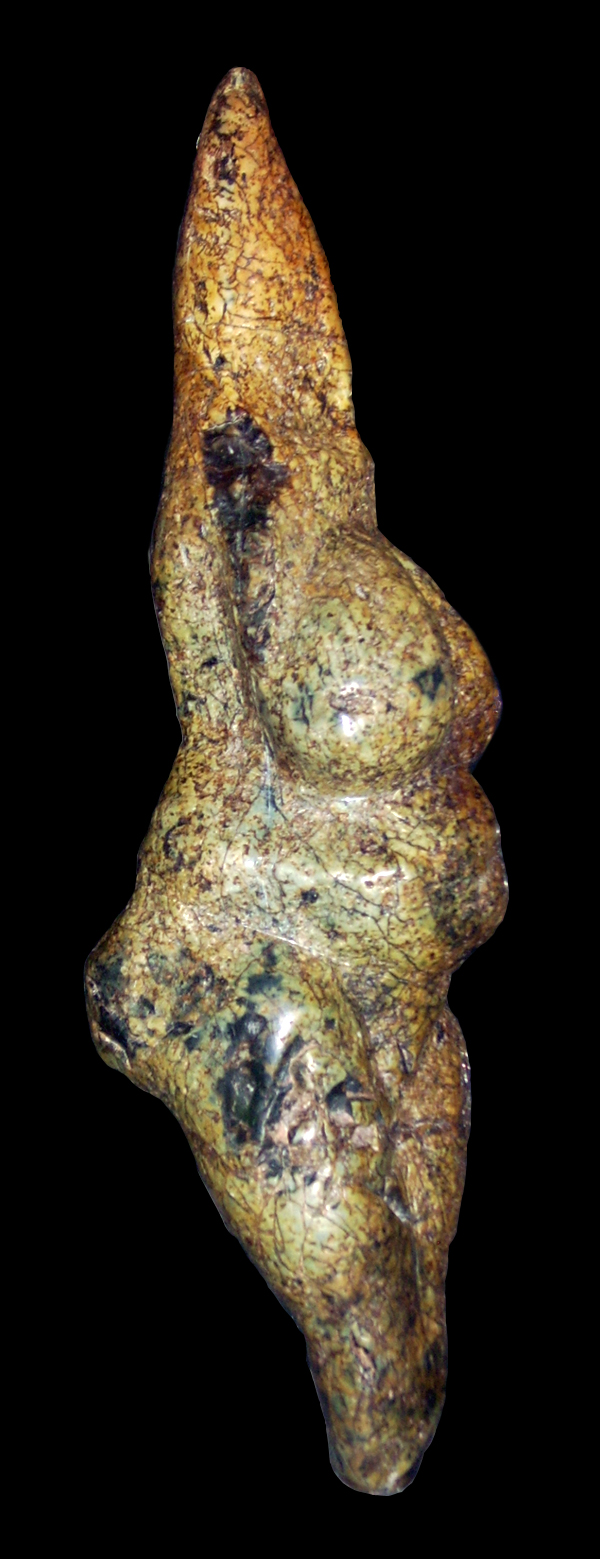
Vénus de Savignano (profil)

Het werd gevonden op een diepte van een meter, in een afzettingslaag die geen mogelijkheid bood voor een nauwkeurige datering. De ouderdom is dan ook onderwerp van debat. Een datering in het neolithicum is nu definitief onderuit gehaald ten gunste van een datering in het paleolithicum, vooral op grond van stijlovereenkomsten met andere Venusbeeldjes uit die tijd, vooral die van Balzi Rossi. Er zijn ook belangrijke overeenkomsten met de Venussen uit het Gravettien en in die streek zijn steenindustrieën uit die periode gevonden.

## Beschrijving
Het is een van de grootste paleolithische beeldjes van dit type, het is ongeveer 22,5 cm hoog en 5 cm breed; het weegt 586,5 g.
Het beeldje is geheel gepolijst en de oppervlakte vertoont sporen van percussie. Het hoofdeind is een spitse piramide, wat hoog opgestoken haar suggereert; borsten, buik en billen zijn sterk geaccentueerd maar de armen moeten erbij gedacht worden.
De Venus de Savignano maakt deel uit van de permanente tentoonstelling van het Luigi Pigorini museum te Rome.

## Referentie
- H. Delporte : L’image de la femme dans l’art préhistorique, Éd. Picard (1993) ISBN 2-7084-0440-7